# Baureihe 140
De Baureihe 140 tot 1968 bekend als E40 is een elektrische locomotief bestemd voor het personenvervoer en voor het goederenvervoer van de Deutsche Bundesbahn (DB).

## Geschiedenis
De locomotieven werden na de Tweede Wereldoorlog ontwikkeld en gebouwd door meerdere fabrikanten. Het ging hierbij om de bovenbouw gebouwd door Henschel werk Kassel, door Krauss-Maffei werk München-Allach en door Krupp werk Essen en de elektrische installatie gebouwd door AEG, door BBC en door Siemens.
In de herfst van 1952 vond de roll-out van de eerste locomotief de E10 001 bij Krauss-Maffei en AEG in München-Allach plaats.
Uit dit prototype werden achtereenvolgens de volgende locomotieven ontwikkeld en gebouwd als serie E41, als serie E40, en als serie E50.
De locomotieven hebben diverse huisstijlkleuren gekend. Na de eenwording van Duitsland en de rationalisering in het spoorvervoer zijn de locomotieven van de Baureihe 140 bij DB Cargo, de goederendivisie van de Deutsche Bahn, terechtgekomen. Inmiddels was het 'verkehrsrot' de nieuwe huisstijlkleur van DB. De Baureihe 140 werd ook in deze kleur geschilderd.
Uiteindelijk zijn de laatste locomotieven van de Baureihe 140 bij DB in 2016 buiten dienst gesteld, nadat de levensduur enkele jaren was verlengd door een groei in het goederenvervoer. Een deel van de locomotieven is doorverkocht aan private spoorvervoerders.

## Constructie en techniek
De locomotief heeft een stalen frame. Op de draaistellen wordt elke as door een elektrische motor aangedreven.

### Nummers
De locomotieven zijn door de Deutsche Bundesbahn (DB) als volgt genummerd.
- E40 001 … 879: na 1968 vernummerd in 140 001 … 879

Uit deze serie locomotieven werden 31 locomotieven uitgerust met een elektrische (recuperatie) rem. Deze locomotieven kregen de aangeduid E40.11, na 1968 vernummerd in de serie 139.
Op dit moment zijn de volgende locomotieven nog actief voor extra treinen.
- E40 128: DB-Museum in Koblenz-Lützel

## Treindiensten
De locomotieven werden door de Deutsche Bahn (DB) in de spits ingezet in het personenvervoer op diverse trajecten in Duitsland en werden door de Deutsche Bahn (DB) ingezet in het goederenvervoer. In 2016 zijn de laatste locomotieven bij DB uit dienst gehaald. De terzijdestelling had al enkele jaren eerder moeten plaatsvinden, maar door een onverwachte vervoersgroei konden de locomotieven niet eerder gemist worden. In de laatste periode van de Baureihe 140 bij DB werden de locomotieven vooral ingezet in het Autovervoer richting Emden. Ook waren de locs in dubbeltractie nog aan te treffen voor Kolentreinen in andere delen van Duitsland. Omdat het een vrij lichte goederenloc is in tegenstelling tot de zesassige goederenlocs van het type Baureihe 150 en Baureihe 155, was Autovervoer in het noorden van Duitsland altijd een van de belangrijke taken voor de Baureihe 140.
Een aantal locomotieven zijn doorverkocht aan particuliere goederenvervoerders, waaronder RBH, EVB, EGP en Press. Bij RBH zijn de locomotieven inmiddels ook buiten dienst gesteld en vervangen door locomotieven van de Baureihe 151 en Baureihe 143. De locomotieven die nog wel worden ingezet bij private maatschappijen zijn in verschillende delen van Duitsland te zien voor goederentreinen.
Ter vervanging van de Baureihe 140 verhuisden in 2016 een aantal locomotieven van de Baureihe 143 van DB Regio naar DB Cargo, waar de locs globaal in dezelfde treindiensten terecht kwamen. Dit was mogelijk door een overschot aan locomotieven bij DB Regio, veroorzaakt door het verliezen van concessiegebieden en een modernisering van het materieelpark.

## Foto's

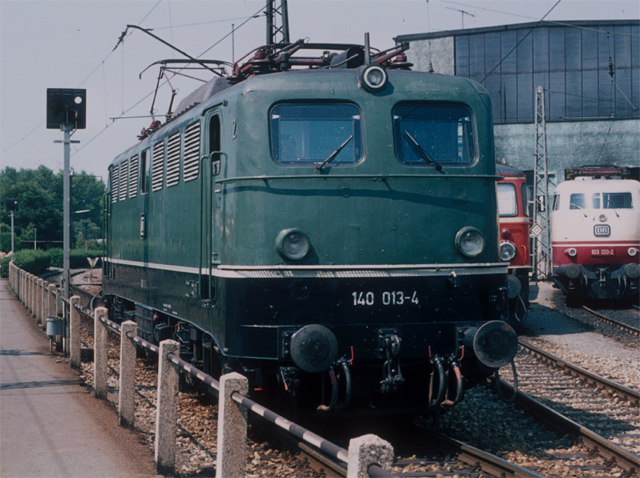

In dit overzicht staan eveneens treinen van de Deutsche Bundesbahn (DB) en van de Deutsche Reichsbahn (DR)